# Nounapon
Nounapon ist eine Siedlung auf der Insel Erromango in der Provinz Tafea im Inselstaat Vanuatu.

## Geographie
Der Ort liegt zusammen mit Unpongkor an der Westküste der Insel in der Dillons Bay. Von dort führt eine einfache Straße nach Norden zum Dillon’s Bay Airport (DLY) sowie zu den Dörfern an der Nordwestküste, Navolou und Soouki.